# Оутс, Джон
Джон Уильям Оутс (англ. John William Oates, род. 7 апреля 1949 или 7 апреля 1948, Нью-Йорк, Нью-Йорк) — американский музыкант, наиболее известный как сооснователь и участник дуэта Hall & Oates (вместе с Дэрилом Холлом).

## Биография

### Ранние годы
Родился в Нью-Йорке, в семье итальянской мигрантки из Салерно. Вырос в Северном Уэльсе, штат Пенсильвания. В 1966 году поступил в Университет Темпл, Филадельфия, где познакомился с Дэрилом Холлом.

### Карьера
В 1966 году записал свой первый сингл «I Need Your Love» на лейбле Crimson Records из Филадельфии. После знакомства с Дэрилом Холлом, вместе участвовали в студенческих группах а затем сформировали дуэт Hall & Oates. В 1972 году, заключили контракт с Atlantic Records. В 1985 году, участвовал в концерте Live Aid и благотворительном сингле We Are the World. В 2002 году, выпустил первый сольный альбом Phunk Shui. Второй сольный альбом (1000 Miles of Life), был выпущен 23 августа 2008 года.
28 марта 2017 года, опубликовал свои мемуары — «Смена сезонов». 2 февраля 2018 года, выпустил альбом со своей новой кантри-блюз группой «The Good Road Band».

## Сольная дискография

### Студийные альбомы
- Phunk Shui (2002)
- 1000 Miles of Life (2008)
- Mississippi Mile (2011)
- Good Road to Follow (2013)
- Arkansas (2018)

### Концертные записи
- Live at the Historic Wheeler Opera House (2004)
- John Oates Solo — The Album, The Concert (2006)
- The Bluesville Sessions (2012)
- Live in Nashville (2020)